# She Came in Through the Bathroom Window (Beverly Hills, 90210)
She Came in Through the Bathroom Window is de zesentwintigste aflevering van het derde seizoen van het tienerdrama Beverly Hills, 90210, die voor het eerst werd uitgezonden op 28 april 1993.

## Verhaal
Het is de spijbeldag voor de scholieren in het examenjaar. Steve is echter de enige die op school moet blijven om na te blijven. Omdat hij van school verwijderd zal worden als hij niet komt opdagen, baalt hij dat hij de hele dag in een klaslokaal moet zitten.
Veel leerlingen gaan naar het pretpark Six Flags Magic Mountain, waaronder Kelly, Andrea, Donna, David en Brenda. Hier probeert Andrea haar angst van achtbanen te overwinnen, terwijl Kelly een slachtoffer wordt van een zakkenroller. Donna weet echter de overvaller te overmeesteren met de technieken die ze geleerd heeft bij de zelfverdedigingsklas.
Ondertussen moet Brandon werken in de Peach Pit, als Nat zich ziek meldt. Hier komen ook Dylan en Steve - die besluit toch weg te gaan - naartoe. Ze worden verrast door Ginger, een dame die nieuw is in New York en de fanclub van Burt Reynolds rondleidt. Ze is toegewezen om ze mee te nemen naar de acteur, maar ze beweert dat er iets fout is gegaan, waardoor ze geen idee heeft waar Reynolds is. Ze is ten einde raad en zoekt hulp bij Brandon, Dylan en Steve.
Ze besluiten haar te helpen en gaan naar de filmstudio. Na veel misverstanden eindigen ze als extra's voor een televisiereclame. Ondertussen ontdekken ze al snel dat Ginger niet is wie ze beweert te zijn en ze gaat er al snel vandoor met hun auto. Hier begint een achtervolging.

## Rolverdeling
- Jason Priestley - Brandon Walsh
- Shannen Doherty - Brenda Walsh
- Jennie Garth - Kelly Taylor
- Ian Ziering - Steve Sanders
- Gabrielle Carteris - Andrea Zuckerman
- Luke Perry - Dylan McKay
- Brian Austin Green - David Silver
- Tori Spelling - Donna Martin
- Carol Potter - Cindy Walsh
- James Eckhouse - Jim Walsh
- Mark Kiely - Gil Meyers
- Cathy Podewell - Ginger O'Hara / Maria Crawford
- Michael Cudlitz - Tony Miller
- Burt Reynolds - Zichzelf